# 梨本宮守正王

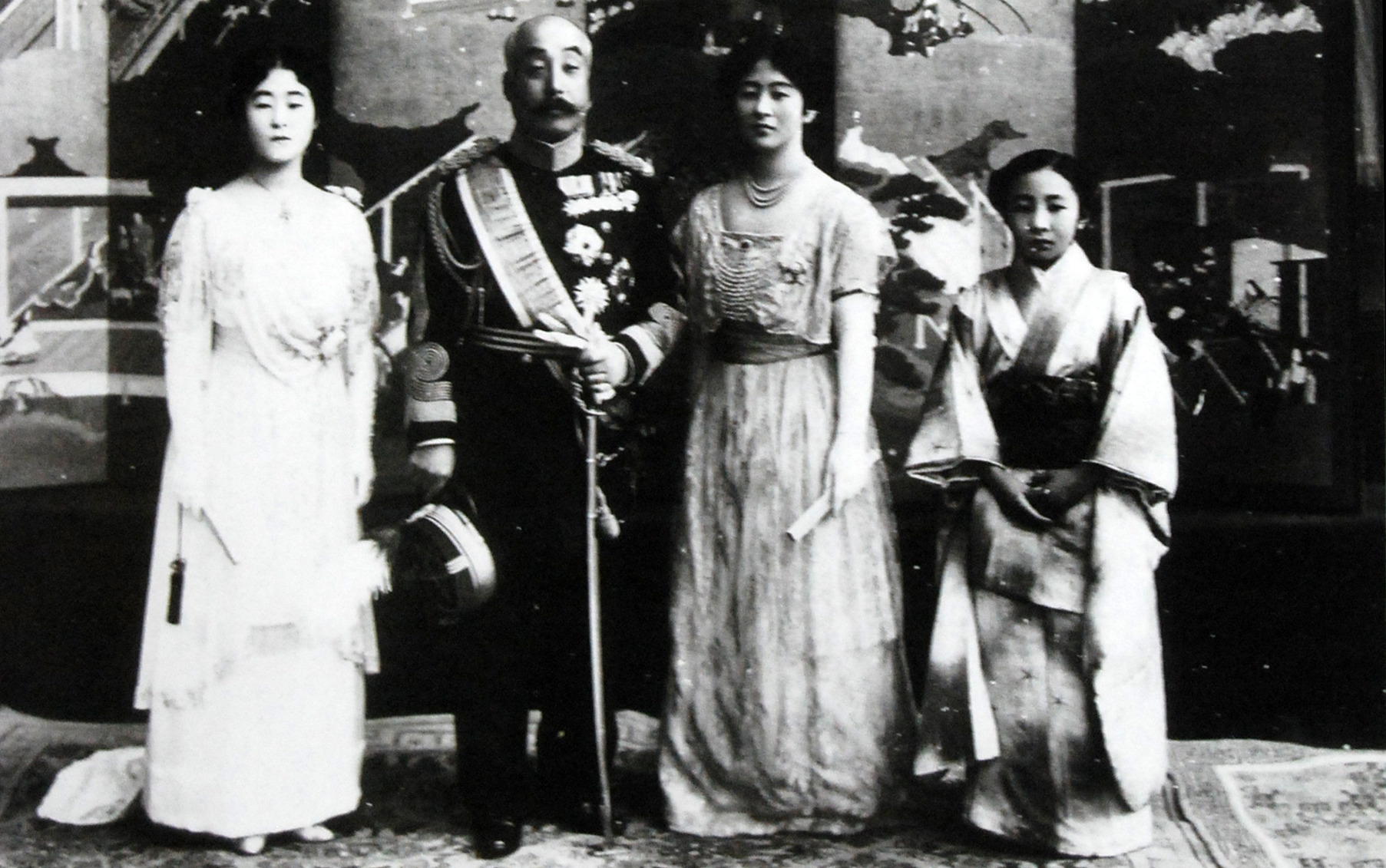
梨本宮守正王一家，1918年

 梨本宫守正王（日语：／*/?，1874年3月9日—1951年1月1日），是日本皇室的重要成员，日军的陸軍元帅。梨本宮守正王是明仁的外叔公，香淳皇后的叔叔，大韓帝國末代懿愍太子的岳父。梨本宮守正王是战后盟军最高总司令部下令逮捕唯一一位皇族的甲级战犯嫌疑人。

## 早年
梨本宮守正王生于京都，是久迩宫朝彦亲王和泉亭靜枝子的儿子。他的父亲是久迩宫当主，而久邇宮是日本皇室的宫家之一；由於朝彥親王是伏見宮的後裔，守正王是當時皇室的遠親之一。守正王原名多田王，他的哥哥有贺阳宮邦宪王、日本元帅久迩宫邦彦王，弟弟们有多嘉王、陆军大将朝香宫鸠彦王、戰後的日本首相东久迩宫稔彦王大将。

## 婚姻与家庭
1900年11月28日，梨本宮守正王娶了幕府末年肥前国佐贺藩藩主锅岛直大侯爵的二女儿、以美貌著称的锅岛伊都子。婚后育有两个女儿。第一王女李方子，是朝鲜末代懿愍太子的王妃。第二王女規子，广桥真光伯爵的妻子。梨本宮徳彦王，原是久迩宫多嘉王的儿子，锅岛伊都子王妃于1966年收养徳彦王，出继梨本宮。

## 军事生涯
梨本宮守正王和日本皇室其他皇子一样，他于1899年加入了大日本帝國陸軍，先后就读于中央军事学院、日本陆军士官学校。同年出任39步兵联队少尉小队长。1903年守正王赴法国圣西尔军校留学，隔年回国参加日俄战争，任陆军元帅奥保巩第2军司令部上尉参谋。1906年八月至1909七月梨本宮守正王继续于法国深造。1906年他晋升少佐，1908年晋升中佐，1910年晋升大佐。1917年八月梨本宮守正王出任16师团中将师团长。1919年11月梨本宮守正王任职于参谋本部，1922年八月晋升陆军大将，1932年8月8日被授予日本元帅称号，成为元帅府军事参议官。梨本宮守正王在太平洋战争并未出任军事指挥官，且不同於弟弟们朝香宫鸠彦王以及东久迩宫稔彦王等人，他咸少涉足軍務或時勢的事務。1937年10月，在弟弟久迩宫多嘉王逝世后，任伊势神宫祭主。1944年70岁的梨本宫守正王退出现役，任日本皇室协会总裁、日法协会名誉总裁、日本林业协会总裁、日本农业协会总裁、帝國航空协会总裁、大日本武德会总裁、日本意大利协会总裁。

## 战后
1945年12月2日，驻日盟军总司令麦克阿瑟五星上将下令把梨本宫守正王作为甲级战犯嫌疑人逮捕。梨本宫自1937年至1947年任伊势神宫祭主，在日本皇室中是国家神道的重要支持者。梨本宫的被捕使皇室拥有的绝对权威受到了巨大的损伤，日本人民意识到由于战败，昭和天皇和其他日本皇室的重要成员都有可能被审讯。尽管梨本宫守正王只是皇族中的摆设，然而麦克阿瑟上将他作为命令昭和天皇服从驻日盟军总司令部的人质，使梨本宫守正王被视为日本皇室当中地位仅次于已故閑院宮載仁親王的甲级战犯嫌疑人，在东京都丰岛区的東池袋巢鸭监狱被关押了5个月，直到1946年4月13日盟军总司令部将他释放为止。
1947年，美国为压制日本军国主义，大力打击日本传统贵族势力，有一大批日本宫家被撤销皇籍，梨本宮家也成为被打击的对象之一，脱离皇族后改名为梨本守正。同时盟军总司令部拒绝给予守正王在撤销皇籍之后的补偿，之后守正王亦曾被列入公职追放。日后由于其官邸已毀于东京大轰炸，使守正王不得不卖掉自己的乡村别墅以偿还债务，并在贫困之中度过晚年，远不如弟弟们朝香宫鸠彦王以及东久迩宫稔彦王。1951年1月1日，守正王因心肌梗塞去世，终年76岁。他的遗孀锅岛伊都子王妃于日本皇室保持着密切的关系，直到王妃本人于1976年4月去世为止。锅岛伊都子王妃曾出版自传《宫家时代》。